# Le più belle canzoni di Loretta Goggi (2005)
Le più belle canzoni di Loretta Goggi è un album raccolta di Loretta Goggi, pubblicato nel 2005.

## Descrizione
L'album, da non confondersi con la raccolta omonima del 1986, fa parte di una serie di raccolte discografiche economiche della serie Le più belle canzoni di, pubblicate su compact disc dalla Warner Strategic Marketing Italy.
L'album raccoglie 12 brani dalla discografia di Loretta Goggi, incisi tra il 1976 ed il 1989, nel periodo in cui la cantante era sotto contratto con le etichette CGD, WEA e Fonit Cetra.
Il disco è stato pubblicato in un'unica edizione in CD, con il numero di catalogo  5050467-8365-2-5, anche come download digitale e sulle piattaforme streaming.

## Tracce
1. Maledetta primavera
2. Dirtelo, non dirtelo
3. Pieno d'amore
4. C'è poesia
5. Notti d'agosto
6. Gnam Gnam
7. Hello Goggi
8. Ancora innamorati
9. La notte
10. Un amore grande
11. E mi piaci tu
12. Io nascerò